# Franck Adisson
Franck Adisson (Tarbes, 24 juli 1969) is een Frans kanovaarder gespecialiseerd in slalom.
Adisson vormde gedurende zijn hele carrière een duo met Wilfrid Forgues.
Samen wonnen ze 1991 zowel de wereldtitel in de C-2 als met het team. Tijdens de Olympische Zomerspelen 1992 won Adisson de bronzen medaille in de C-2 slalom. Vier jaar later tijdens de Olympische Zomerspelen 1996 won Adisson de gouden medaille in de C-2. In 1997 werd Adisson net als zes jaar eerder wereldkampioen in de C-2 en met het team. Adisson sloot zijn carrière af met een zevende plaats tijdens de Olympische Zomerspelen 2000

## Resultaten

### Olympische Zomerspelen
| Editie | Plaats    | Resultaten    |
| ------ | --------- | ------------- |
| 1992   | Barcelona | C-2 Slalom    |
| 1996   | Atlanta   | C-2 Slalom    |
| 2000   | Sydney    | 7e C-2 Slalom |

### Wereldkampioenschappen kanoslalom
| Jaar | Plaats            | Resultaten                      |
| ---- | ----------------- | ------------------------------- |
| 1989 | Savage River      | 14e C-2 Slalom                  |
| 1991 | Ljubljana         | C-2 Slalom · C-2 Slalom team    |
| 1993 | Mezzana Rabattone | C-2 Slalom · C-2 Slalom team    |
| 1995 | Nottingham        | C-2 Slalom · C-2 Slalom team    |
| 1997 | Foz do Iguaçu     | C-2 Slalom · C-2 Slalom team    |
| 1999 | La Seu d'Urgell   | 6e C-2 Slalom · C-2 Slalom team |

1972: Rolf-Dieter Amend & Walter Hofmann ·
1992: Joe Jacobi & Scott Strausbaugh ·
1996: Franck Adisson & Wilfrid Forgues ·
2000: Pavol Hochschorner & Peter Hochschorner ·
2004: Pavol Hochschorner & Peter Hochschorner ·
2008: Pavol Hochschorner & Peter Hochschorner ·
2012: Tim Baillie & Etienne Stott ·
2016: Ladislav Škantár & Peter Škantár
- Bibliothèque nationale de France: cb140119208 (data)
- International Standard Name Identifier: 0000 0000 0099 5889
- Virtual International Authority File: 49420310